# Ricco Wichmann
Ricco Wichmann er en dansk journalist, manuskriptforfatter og Partner og Kreativ direktør i produktionsselskabet Pineapple Entertainment som han etablerede i 2013 sammen med Anders Breinholt i samarbejde med Nordisk Film TV. Pineapple Entertainment står blandt andre programmer bag Natholdet, Monte Carlo på DR3, Mormor På Mandejagt, Diamantfamilien, Kørelærerne og Breinholt & Venner samt Zulu Awards i årene 2019 (med Pilou Asbæk som vært), 2020 (med Dar Salim som vært), 2021 (Med Christopher som vært) og 2022 (Med Melvin Kakooza som vært).
Wichmann har i en årrække arbejdet på Zulu Comedy Galla og står blandt andet - sammen med Pharfar, Pilfinger og Nikolaj Lie Kaas og Rasmus Bjerg - bag hittet "Fugt i Fundamentet" med Nik & Ras, der solgte dobbelt guld.
Ricco Wichmann blev student fra Høje-Taastrup Gymnasium i 1993 og er uddannet journalist på Danmarks Journalisthøjskole i 2001.
Han har medvirket i flere af Jan Gintbergs tv-programmer, bl.a. Gintbergs Store Aften, som TV2 Zulu sendte i 2005, og han har været radiovært på TV 2 Radio, hvor han lagde navn og stemme til radioprogrammet Wichmann og Bonuseffekten og var vært med Casper Christensen på “Kongen Af Danmark”.
Wichmann lavede i 1990'erne radio på Radio FTF som sendte på samme frekvens som The Voice i København.